# Francisco Bergamín García
Francisco Bergamín García (Ronda, provincia de Málaga, 6 de octubre de 1855-Madrid, 13 de febrero de 1937) fue un abogado y político español, catedrático de Economía Política y Derecho Mercantil y ministro de Instrucción Pública y Bellas Artes, de Gobernación, de Hacienda y de Estado durante el reinado de Alfonso XIII.

## Biografía
Nacido en Ronda en el seno de una familia humilde dedicada al pastoreo y las labores agrícolas, logró doctorarse en Derecho Canónico y Civil por la Universidad de Madrid. Casado con Rosario Gutiérrez López, tuvo trece hijos, entre ellos el escritor José Bergamín y el arquitecto Rafael Bergamín.
Periodista en su juventud, como político llegó a ser diputado por la circunscripción de Málaga, distrito de Campillos, de 1886 a 1910. Fue, además, catedrático —ingresó muy joven en el escalafón de Comercio, con 25 años, y formó parte del claustro de profesores de la Escuela de Comercio de la capital— y jurisconsulto. Fue elegido presidente de la Real Academia de Jurisprudencia y Legislación de 1919 a 1923 y decano del Colegio de Abogados de Madrid de 1922 a 1923.
Catedrático de Derecho Mercantil desde 1895, fue miembro del Partido Liberal-Conservador. Inició su carrera política como diputado por Málaga en las elecciones de 1886, escaño que volvería a obtener en las sucesivas hasta pasar, en 1914, al Senado como miembro vitalicio.
Fue director general de Hacienda en el Ministerio de Ultramar, vicepresidente del Congreso de los Diputados y consejero de Instrucción Pública; Eduardo Dato lo nombró ministro de Instrucción Pública y Bellas Artes (27 de octubre de 1913-11 de diciembre de 1914), de Gobernación (5 de mayo-1 de septiembre de 1920), de Hacienda (8 de marzo-4 de diciembre de 1922) y, finalmente, desde esta última fecha ocupará por solo tres días la cartera de ministro de Estado. De él escribiría José Ortega y Gasset en El Sol, el 12 de mayo de 1920: "En el gabinete hay dos hombres infinitamente inteligentes e infinitamente temibles: uno es el señor Bergamín, un malagueño frío". El Colegio Bergamín de Málaga, fundado en 1916, fue bautizado con su apellido en su honor.
| Predecesor: Joaquín Ruiz Jiménez          | Ministro de Instrucción Pública y Bellas Artes 1913-1914 | Sucesor: Saturnino Esteban Miguel y Collantes (interinamente Gabino Bugallal) |
| Predecesor: Joaquín Fernández Prida       | Ministro de Gobernación 1920                             | Sucesor: Gabino Bugallal Araújo                                               |
| Predecesor: Francisco Cambó y Batlle      | Ministro de Hacienda 1922                                | Sucesor: Juan José Ruano de la Sota                                           |
| Predecesor: Joaquín Fernández Prida       | Ministro de Estado 1922                                  | Sucesor: Santiago Alba Bonifaz                                                |
| Predecesor: Francisco Javier Ugarte Pagés | Presidente de la Real Sociedad Geográfica 1919-1927      | Sucesor: Pío Suárez Inclán                                                    |